# Samuel Stähli
Samuel Stähli (* 5. März 1941 in Bern; † 8. Dezember 1987) war ein Schweizer Bauingenieur. Er gilt als Vordenker des Schweizer Taktfahrplans und des Projekts Bahn 2000.

## Leben
Samuel Stähli wurde am 5. März 1941 in Bern geboren und entwickelte bereits in seiner Kindheit grosses Interesse an der Eisenbahn.
Er wuchs in Bern auf und studierte Bauingenieurwesen. 1967 diplomierte mit einer Arbeit über den Ausbau der Wynentalbahn. 1968 trat er in das abteilungsübergreifende Studienbüro für Bau- und Betriebsabteilungen der Generaldirektion der Schweizerischen Bundesbahnen ein.

### „Spinnerclub“
In Eigeninitiative entwickelte er zusammen mit gleichgesinnten Freunden aus den SBB in seiner Freizeit im so genannten Spinnerclub die Studie Taktfahrplan Schweiz – ein neues Reisezugkonzept.
Neben Samuel Stähli gehörten auch Hans Meiner und Jean-Pierre Berthouzoz dem Spinnerclub an. Sie trafen sich einen Winter lang jeden Montagabend von 16 bis 21 Uhr, um einen Taktfahrplan für die Schweiz zu entwickeln. Der 19-seitige Bericht über die Grundfragen der Fahrplangestaltung wurde im März 1969 vorgelegt.
Um das Konzept darzustellen, nutzten sie anstelle der klassischen Bildfahrpläne eine topografisch-systematische Netzgrafik. Am 16. Juni 1972 stellten die drei das Konzept auf einer Fachtagung vor. In Vorbereitung dieser Präsentation erfanden die drei den Begriff Taktfahrplan.
Die SBB ließen sich von diesem Konzept überzeugen und beauftragten eine breit zusammengesetzte Arbeitsgruppe, den Taktfahrplan mit der konkreten Ausarbeitung. Dieser Gruppe gehörte auch Samuel Stähli und seine beiden Mitstreiter an. Der Taktfahrplan wurde 1982 realisiert.
Im Spinnerclub wurden unter anderem auch Ideen für Tram-Vorfahrtsregelungen, Pförtneranlagen und Busspuren geboren.

### Weiteres Wirken
1980 wurde er zum Gesamtprojektleiter der S-Bahn Zürich berufen. Mit seinem Konzept verhalf er dem zuvor mehrfach abgelehnten Konzept zum Durchbruch.
1984 wechselte er in den Stab Zukunftsprojekte der SBB-Generaldirektion nach Bern, um die Grundsteine für das Konzept Bahn 2000 zu legen. Als dessen Projektleiter beeinflusste er das Konzept maßgeblich.
1986 wurde er zum stellvertretenden Direktor der BLS AG berufen. Während seiner Tätigkeit entwickelte er erste Gedanken als Grundlage für die Neue Eisenbahn-Alpentransversale im Bereich des Lötschbergs.

### Tod
Stähli starb am 8. Dezember 1987 im Alter von 46 Jahren an einer als heimtückisch und sehr selten beschriebenen Krankheit. Zwei Tage zuvor war das Projekt Bahn 2000 in einer Volksabstimmung angenommen worden.
Er lebte zuletzt in Niederscherli.